# Виндишешенбах
Виндишешенбах (њем. Windischeschenbach) град је у њемачкој савезној држави Баварска. Једно је од 38 општинских средишта округа Нојштат ан дер Валднаб. Према процјени из 2010. у граду је живјело 5.351 становника. Посједује регионалну шифру (AGS) 9374168.

## Географски и демографски подаци
Виндишешенбах се налази у савезној држави Баварска у округу Нојштат ан дер Валднаб. Град се налази на надморској висини од 438 метара. Површина општине износи 36,4 km². У самом граду је, према процјени из 2010. године, живјело 5.351 становника. Просјечна густина становништва износи 147 становника/km².